# 阿珀斯闊布爾 (肯塔基州)
阿珀斯闊布爾（英語：Upper Squabble）是位於美國肯塔基州佩里縣的一個鬼鎮。

## 地理
阿珀斯闊布爾所處的海拔為高於海平面363米（即1191英呎），而該地所採用的時區為UTC-5，即北美東部時區（EST）。同時該地設有夏令時間，為UTC-5調快一小時，即UTC-4（EDT）。